# SYT6
SYT6 (англ. Synaptotagmin 6) – білок, який кодується однойменним геном, розташованим у людей на короткому плечі 1-ї хромосоми.  Довжина поліпептидного ланцюга білка становить 510 амінокислот, а молекулярна маса — 57 325.
| 10         |  | 20         |  | 30         |  | 40         |  | 50         |
| ---------- |  | ---------- |  | ---------- |  | ---------- |  | ---------- |
| MSGVWGAGGP |  | RCQEALAVLA |  | SLCRARPPPL |  | GLDVETCRSF |  | ELQPPERSPS |
| AAGAGTSVSL |  | LAVVVIVCGV |  | ALVAVFLFLF |  | WKLCWMPWRN |  | KEASSPSSAN |
| PPLEALQSPS |  | FRGNMADKLK |  | DPSTLGFLEA |  | AVKISHTSPD |  | IPAEVQMSVK |
| EHIMRHTRLQ |  | RQTTEPASST |  | RHTSFKRHLP |  | RQMHVSSVDY |  | GNELPPAAEQ |
| PTSIGRIKPE |  | LYKQKSVDGE |  | DAKSEATKSC |  | GKINFSLRYD |  | YETETLIVRI |
| LKAFDLPAKD |  | FCGSSDPYVK |  | IYLLPDRKCK |  | LQTRVHRKTL |  | NPTFDENFHF |
| PVPYEELADR |  | KLHLSVFDFD |  | RFSRHDMIGE |  | VILDNLFEAS |  | DLSRETSIWK |
| DIQYATSESV |  | DLGEIMFSLC |  | YLPTAGRLTL |  | TVIKCRNLKA |  | MDITGYSDPY |
| VKVSLLCDGR |  | RLKKKKTTIK |  | KNTLNPVYNE |  | AIIFDIPPEN |  | MDQVSLLISV |
| MDYDRVGHNE |  | IIGVCRVGIT |  | AEGLGRDHWN |  | EMLAYPRKPI |  | AHWHSLVEVK |
| KSFKEGNPRL |  |            |  |            |  |            |  |            |

A: Аланін

C: Цистеїн

D: Аспарагінова кислота

E: Глутамінова кислота

F: Фенілаланін

G: Гліцин

H: Гістидин

I: Ізолейцин

K: Лізин

L: Лейцин

M: Метіонін

N: Аспарагін

P: Пролін

Q: Глутамін

R: Аргінін

S: Серин

T: Треонін

V: Валін

W: Триптофан

Кодований геном білок за функцією належить до фосфопротеїнів. 
Задіяний у такому біологічному процесі як альтернативний сплайсинг. 
Білок має сайт для зв'язування з іонами металів, іоном кальцію. 
Локалізований у клітинній мембрані, цитоплазмі, мембрані, клітинних контактах, цитоплазматичних везикулах, синапсах.